# Катнер, Соломон
Соломо́н Ка́тнер (известный как Соломон; англ. Solomon Cutner; 9 августа 1902, Лондон — 22 февраля 1988, там же) — английский пианист.

## Биография
Родился на лондонском Ист-Энде (39 Fournier Street) в семье портного Хэрриса Шнайдермана (впоследствии Катнер) и Роузи Катнер — еврейских иммигрантов из России (ныне Польша). Был младшим ребёнком в семье из трёх сыновей и четырёх дочерей. Обучался игре на фортепиано у Матильды Верн, ученицы Клары Шуман, и уже в раннем возрасте проявил выдающиеся музыкальные способности. В восемь лет он исполнил Первый фортепианный концерт Чайковского в Лондоне, заставив говорить о себе как о вундеркинде. Уже в это время его называли почти исключительно по имени — Соломон.
Соломон продолжил образование в Париже у Лазара Леви и Марселя Дюпре, но вскоре начал терять интерес к фортепиано. По совету Генри Вуда он на время прекратил занятия музыкой и вернулся к активной деятельности лишь в 1924 году. Не потеряв своих исполнительских качеств, Соломон быстро стал знаменитым в Европе и США, где его первый концерт состоялся в 1926 году. Критики отмечали в его исполнении высокую виртуозность, чистоту и романтичность интерпретации.
Первые аудиозаписи игры Соломона были сделаны в 1929 английским отделением Columbia Records. В дальнейшем он делал записи для His Master's Voice (HMV) и EMI Records. Имеются также немногочисленные видеоролики. (Несколько его последних студийных аудиозаписей в середине 1950-х годов сделаны в стереорежиме, новом для того времени).
В 1939 году Соломон стал первым исполнителем Фортепианного концерта Артура Блисса на Всемирной ярмарке в Нью-Йорке, во время войны давал многочисленные концерты, гонорары от которых отчислял в помощь Антигитлеровской коалиции. По окончании войны пианист вёл активную концертную деятельность, делал многочисленные записи. В 1955 году на Эдинбургском фестивале он выступил в составе фортепианного трио вместе с Зино Франческатти и Пьером Фурнье. 
В 1956 исполнительская карьера Соломона оборвалась: после инсульта он был практически полностью парализован, одним из его последних незавершённых проектов стала запись всех сонат Бетховена.
Через некоторое время исполнительское искусство Соломона было почти полностью забыто, и лишь в 1982 году, когда к 80-летию музыканта были выпущены его записи сочинений Шумана, Шопена, Брамса и других композиторов, вновь оценено по достоинству. Полное собрание выполненных Соломоном записей Бетховена в 12 альбомах «Milestones of a Piano Legend» вышло в 2019 году.
Многие критики считают Соломона одним из крупнейших пианистов XX века, в игре которого совершенно отсутствовала внешняя «эффектность», но присутствовала большая гибкость и очень тонкое чувство мелодии и формы.